# ロンドン旅客運輸公社
ロンドン旅客運輸公社（ロンドンりょかくうんゆこうしゃ、英語: London Passenger Transport Board、略称LPTB）、あるいはロンドン乗客輸送委員会（ロンドンじょうきゃくゆそういいんかい）は、1933年から1948年までイギリス・ロンドンの地域交通を担当していた組織である。1933年から2000年までのすべてのロンドンの運輸組織に共通するブランドネームは、ロンドン・トランスポートであった。

## 歴史
ロンドン旅客運輸公社は、1933年4月13日に制定された1933年ロンドン旅客運輸法によって設立された。法案は1931年まで労働党政権の運輸大臣を務めていたハーバート・モリソンにより提出された。この法案はハイブリッド・ビル（公私混合法案、特定の個人や組織の財産に影響を与える法案）であるとして、次の政権下の新しい議会まで議決を延期することができた。しかし新政権でも、保守党が多数を占めていた上に私有の事業を公的部門に大規模に移管する法案であったにもかかわらず、大きな変更を加えないことが決定された。1933年7月1日に、ロンドン旅客運輸地域を担当するロンドン旅客運輸公社が発足した。
法律により、チャリング・クロスから半径約40キロメートルの範囲はロンドン旅客運輸地域と設定され、この地域内の幹線鉄道とタクシー以外のすべての旅客運輸事業が国有化され、ロンドン旅客運輸公社が独占的に旅客輸送を行うことになった。

## 委員会
ロンドン旅客運輸公社は、委員長と6人の委員からなる委員会が運営していた。委員は法律で指定された5人の任命管理者が共同で選ぶことになっていた。
- ロンドン市議会議長
- ロンドンおよび周辺諸州輸送諮問委員会（英語版）代表
- ロンドン決済銀行委員会委員長
- 事務弁護士会会長
- イングランドおよびウェールズ勅許会計士協会会長

法律では委員に「交通、産業、商業、財務上の問題および公務の遂行に関して幅広い経験を持ち、能力を発揮した人、および委員2名については、ロンドン旅客運輸地域内の自治体で6年以上の経験を持つ人物であること」と定めていた。
最初の委員長および副委員長は、それぞれアルバート・スタンリー（アシュフィールド卿）とフランク・ピックが務めたが、彼らはロンドン地下電気鉄道（通称地下鉄グループ）において同様の地位を務めていた人物であった。委員は3年から7年の間の任期があり、再任の可能性もあった。

## 委員
- アシュフィールド卿 1933年 - 1947年[3][4]
- フランク・ピック 1933年 - 1940年[3][4]
- ジョン・ギルバート（ロンドン市議会） 1933年 - 1934年[3]
- エドワード・ホランド（サリー議会） 1933年 - 1939年[3][5][6]
- パトリック・アシュリー＝クーパー（イングランド銀行重役、後にハドソン湾会社総督）[3]
- ヘンリー・メイベリー（英語版）（土木技術者、ロンドンおよび周辺諸州輸送諮問委員会委員長）1933年 - 1943年[3]
- ジョン・クリフ（英語版）（運輸一般労働組合（英語版）書記）1933年 - 1947年[3]
- チャールズ・レイサム（英語版）（ロンドン市議会）1935年 - 1947年[7][8]
- フォレスター・クレイトン 1939年 - 1947年[9]

レイサムとクリフは、1947年にロンドン旅客運輸公社の後継組織、ロンドン・トランスポート経営委員会の委員長と副委員長に就任した。

## ロンドン旅客運輸地域
ロンドン旅客運輸地域は、チャリング・クロスから半径約30マイル（約48キロメートル）の範囲で、後に公式にグレーター・ロンドンとなる地域よりも外まで広がっており、北はバルドック、東はブレントウッド、南はホーシャム、西はハイ・ウィカムまでの範囲であった。
| ロンドン旅客運輸地域 1933年–1947年 | |
|                                    | ロンドン旅客運輸地域は図の赤線の範囲で、黒い破線の範囲内の「特別地域」ではロンドン旅客運輸公社が域内道路公共輸送の独占権を持っていた。当時のロンドン警視庁の管轄範囲は青い破線で、ロンドン郡の範囲はグレーで示されている。ロンドン旅客運輸公社が域外まで運行することを許可されていた道路は赤い破線で示されている。 特別地域内でロンドン旅客運輸公社が運行する便には道路運送許可を必要とせず、いかなる個人・企業ともこの範囲ではロンドン旅客運輸公社から書面での許可を得なければ道路運送業を営むことはできなかった。特別地域外のロンドン旅客運輸地域では、ロンドン旅客運輸公社は道路運送許可を必要とした。 |

## 責務
法に従い、ロンドン旅客運輸公社は以下の事業体を買収した。

### 鉄道
- ロンドン地下電気鉄道 - 以下の会社を傘下に収める
  - ロンドン電気鉄道 - 以下の路線の運営会社
    - ベーカールー線
    - ピカデリー線
    - ハムステッド・アンド・ハイゲート線（現在のノーザン線のチャリング・クロス、エッジウェア、ハイ・バーネット支線）

  - シティ・アンド・サウス・ロンドン鉄道
  - セントラル・ロンドン鉄道
  - ディストリクト鉄道
- メトロポリタン鉄道 - 以下の会社を傘下に収める
  - グレート・ノーザン・アンド・シティ鉄道

### 路面電車
- ロンドン郡（路線長161.17マイル（269.03キロメートル）、レイトン区とロンドン市が保有する線路を含む、車両1,713両）
- ミドルセックス郡（路線長42.63マイル（68.61キロメートル）、メトロポリタン電気軌道に貸出）
- ハートフォードシャー郡（路線長21.5マイル（34.6キロメートル）、メトロポリタン電気軌道に貸出）
- ロンドン市（路線長0.25マイル（0.40キロメートル）、ロンドン郡が運営）
- バーキング会社（路線長1.8マイル（2.9キロメートル）、1929年からイルフォード、ロンドン郡、イースト・ハムによる運営）
- ベックスリー区およびダートフォー区（路線長10.29マイル（16.56キロメートル）、車両33両、1921年から合同運営）
- クロイドン軌道（路線長9.28マイル（14.93キロメートル）、車両55両）
- イースト・ハム軌道（路線長8.34マイル（13.42キロメートル）、車両56両）
- エリス区軌道（路線長4マイル（6.4キロメートル））
- イルフォード区軌道（路線長7.13マイル（11.47キロメートル）、車両40両）
- レイトン軌道（路線長9マイル（14.5キロメートル）、1921年からロンドン郡が運営）
- ウォルサムストウ区軽便鉄道（路線長8.93マイル（14.37キロメートル）、車両62両）
- ウェスト・ハム軌道（路線長16.27マイル（26.18キロメートル）、車両134両）
- ロンドン連合軌道（路線長29.05マイル（46.75キロメートル）、路面電車車両150両、トロリーバス61両）
- メトロポリタン電気軌道（路線長53.51マイル（86.12キロメートル）、車両316両、路線のうち9.38マイル（15.10キロメートル）は自社保有、46.23マイル（74.40キロメートル）はミドルセックス郡から借り受け、21.5マイル（34.6キロメートル）はハートフォードシャー郡から借り受け）
- サウス・メトロポリタン電気軌道（路線長13.08マイル（21.05キロメートル）、車両52両）[11]

### バス
- ロンドン・ゼネラル、ロンドン・ゼネラル・カウンティ・サービシーズ、オーバーグラウンド、ティリング・アンド・ブリティッシュ自動車、グリーン・ライン・コーチ

## その後の歴史
ロンドン旅客運輸公社は、幹線鉄道の会社と郊外輸送サービスに関する協定を結ぶ権限を与えられていた。
92の交通および関連企業体、資本にして約1億2000万ポンドがロンドン旅客運輸公社の傘下に入った。
LPTBは彼らの郊外のサービスに関する幹線鉄道会社と協調契約を締結する権限を与えられていた。都心のバス、トロリーバス、地下鉄の車両、路面電車は、地下鉄およびロンドンゼネラルの赤色に塗られ、コーチと郊外バスは緑に塗られて、コーチはグリーン・ラインのブランドとなった。多くの地下鉄で既に使われていた"UNDERGROUND"のブランドは全駅全路線に拡大された。この名前は、地下鉄グループのマネージャーであったアシュフィールド卿が1908年に発案したと言われている。
ロンドン旅客運輸公社は、サービスを拡張し既存のインフラストラクチャーを改築する大規模な投資に着手したが、この大半は1935年から1940年にかけてのニュー・ワーク・プログラムという計画によるものであった。この中には、セントラル線、ベーカールー線、ノーザン線、メトロポリタン線の延伸、新しい車両と保守設備、市街中心部の多くの駅の大規模な改築、ほとんどの路面電車網を後に世界最大級となるトロリーバス網で置き換え、などが含まれた。この時期、ロンドン・トランスポートの最初の象徴となったのが、ロンドン地下鉄1938形電車およびRT型のバスであった。第二次世界大戦の勃発により計画は削減され、遅れたものの、こんにちのロンドンの地下鉄網はこの計画によって造られた。
ロンドン旅客運輸公社は、地下鉄グループによって始められた高い水準の企業の理念、デザイン、宣伝といったものを発展させ続けた。これには、チャールズ・ホールデン設計による駅、ウォリス・ギルバート・アンド・パートナーズといった建築家によるバスの車庫、その他バス停や上屋といったものが含まれた。ロンドン旅客輸送公社のポスターや宣伝はしばしば他の模範となりうるもので、かなりの人気となった。
ロンドン旅客運輸公社は、1947年運輸法によりロンドン・トランスポート経営委員会に置き換えられた。ロンドン・トランスポート経営委員会の下でも、かなりの自主権が与えられていた。ロンドン旅客運輸公社は、1949年12月23日に清算されるまで、法的には存続していた。